# هيرمان دالي
هيرمان دالي (بالإنجليزية: Herman Daly)‏ هو اقتصادي أمريكي، ولد في 21 يوليو 1938.